# Chester Cheetos
Chester Cheetos (en inglés, Chester Cheetah) es un personaje ficticio y la mascota de los productos de la marca Cheetos.

## Historia

### 1986–2003: Animación tradicional
La mascota original de Cheetos fue el Ratón Cheetos, que debutó en 1971 y desapareció alrededor de 1979. En 1986, Chester Cheetah fue creado por Brad Morgan, que dirigió los anuncios y diseñó el personaje, y Stephen Kane, que escribió los guiones originales de los anuncios de televisión. La animación original de 24 fotogramas fue realizada por Richard Williams. Después de la introducción de Chester, el guepardo de voz suave y astuta comenzó a protagonizar más anuncios y finalmente se convirtió en la mascota oficial de Cheetos. Usó los eslóganes "It's not easy being cheesy" y "The cheese that goes crunch!" de 1986 a 1997", hasta que se convirtió en "Peligrosamente cursi" de 1997 en adelante.
Desde mediados de los 80 hasta principios de los 2000, los anuncios de televisión a menudo mostraban los desesperados intentos de Chester de comer los Cheetos de otras personas. El autodenominado "gatito de cadera" a menudo hablaba en rima y se acercaba sigilosamente a un desprevenido desconocido en una playa o un parque público. El resultado siempre implicaba violencia en forma de dibujos animados en el estilo de los Looney Tunes, como cuando Chester se baja de un puente en motocicleta, es arrojado a la cima de un coliseo o se lanza a kilómetros en el aire para agarrar sin querer a un bebé con cuerpo de ala delta, sólo para dejarla a un lado en favor de los Cheetos. Estos anuncios fueron dirigidos primero por Keith Van Allen y más tarde por el creador de Cow and Chicken, David Feiss.
En 1992, el programa de televisión de Chester llamado Yo! It's Chester Cheetah show! estaba en desarrollo para la alineación de otoño de los Fox Kids de los sábados por la mañana. Sin embargo, un debate ético estalló sobre el estatus de Chester como personaje publicitario, y probablemente debido a las protestas de Acción para la Televisión Infantil, el programa fue impedido de salir al aire. Su petición marcó la primera vez que la organización protestó algo antes de que se convirtiera en un programa. En 2019 apareció una petición en change.org para que alguien hiciera la serie en algún momento para Nickelodeon.
El personaje de Chester se sometió a una ligera renovación en 1997.  Gracias a la introducción a que Pete Stacker sustituyó a Joel Murray como su actor de voz (que más tarde sería reemplazado por el veterano actor de voz Chris Phillips en 2000), Chester comenzó a aparecer en anuncios híbridos de acción en vivo/animados donde entró en el mundo real. Durante este tiempo, los anuncios comenzaron a retratarlo de una manera menos antagónica; pasó de ser torpe a suave y genial, y de hecho se las arregló para comer Cheetos a diferencia de los anuncios más antiguos.

### 2003-2008: Salto al CGI
En los Estados unidos durante el 2003, Chester fue interpretado como un personaje generado por computadora (CGI), aunque en diversos países aun seguía con su estilo tradicional. Una serie comercial en particular en 2006 hizo que Chester derrotara a su rival Chef Pierre en un concurso de repostería para crear Baked Cheetos. Esto causo la creación de una campaña publicitaría llamada "Chester Goes Undercover", en la que Pierre, disfrazado de silueta, roba la receta de Baked Cheetos, y Chester lo persigue encontrando pistas que lo llevan a los secuaces de Pierre: Twisty McGee, Flamin 'Hot Fiona y The Cruncher. . Al enfrentarse al chef Pierre, Chester ordenó a sus agentes que se presentaran para arrestar a Pierre y sus secuaces, recuperando la receta robada. Estos comerciales estaban vinculados a una campaña interactiva en línea.

### 2008-presente: Rediseño de OrangeUnderground
Para 2008, Cheetos se dirigió a un grupo demográfico adulto con una serie de anuncios que presentaban a la mascota en promoción de OrangeUnderground.com. En esta encarnación, Chester (originalmente un títere) es generado por computadora pero ahora con texturas/detalles fotorrealistas; habla con acento del Atlántico medio y anima a la gente a usar sus Cheetos en actos de venganza o para resolver problemas (por ejemplo, tapar las fosas nasales de un hombre que ronca o ensuciar el cubículo de un fenómeno ordenado), refiriéndose a veces a sí mismo como "Papa Chester". En esta encarnación, Chester es expresado por Adam Leadbeater.